# Geuzestekerij De Cam

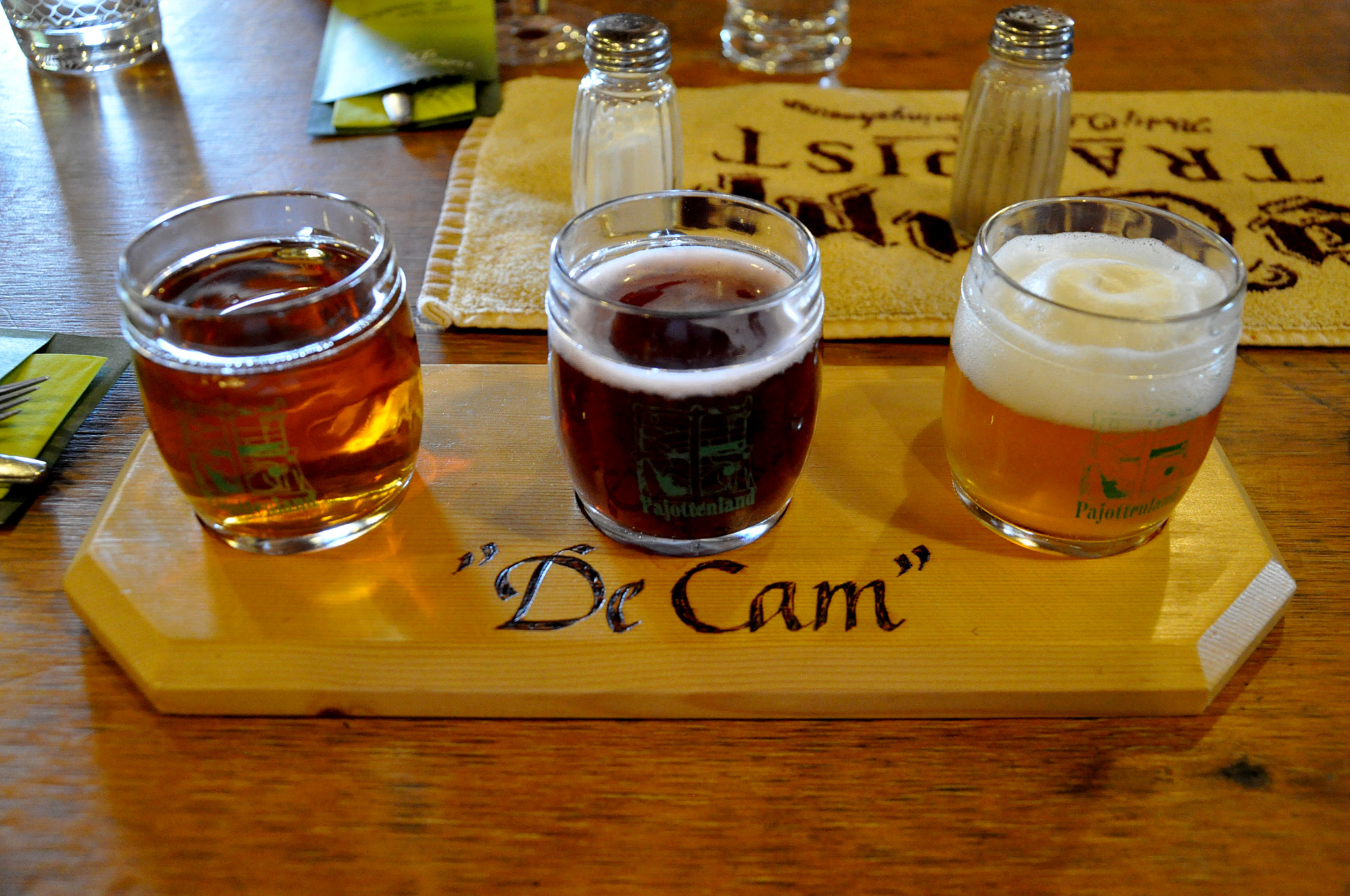
Lambiek, kriek en geuze De Cam

De Cam is een geuzestekerij in het Brabantse Gooik, lid van de Hoge Raad voor Ambachtelijke Lambiekbieren.

## Etymologie
Cam is afgeleid van Cambe of Camme, een Middelnederlands woord voor brouwerij. 'Cam' zou kunnen verwijzen naar een kamvormig instrument dat gebruikt werd bij het roeren of een kamvormig hangijzer waarmee de brouwketel boven de haard werd gehangen.
Er wordt soms gesproken van De Oude Cam vanwege De Nieuwe Cam, een naburige hoeve waar eveneens vroeger een brouwerij was.

## Historiek
De Oude Cam is een oude boerderij-brouwerij van de vroegere heren van Gooik. Reeds in 1515 wordt er gesproken van de boerderij-brouwerij "des Heeres Landcamme". De residentie werd opgetrokken in 1742 door baron Lancelot Ignace van Gottignies en gebruikt als zomerverblijf tot 1786 . Hij was de laatste heer van Gooik en behoorde tot de familie de Gottignies, een adellijke familie die deel uitmaakten van de zeven geslachten van Brussel. De residentie beschikte over een brouwerij, paardenstal en stokerij. Men kon ook lang de schepenbank op dit adres vinden. Er werd indertijd gebruik gemaakt van de 'versterkte kamer' om belangrijke documenten en geld te bewaren. De eerste burgemeester van Gooik verbleef ook destijds in de vierkantshoeve. Het gebouw behield zijn functie als gemeentehuis tot 1856 wanneer het nieuwe gemeentehuis werd gebouwd in de Koekoekstraat. Naderhand vervulde het zijn functie als boerderij en handel in bouwmaterialen. Sinds 1992 is het gebouw in de handen van het gemeentebestuur en werd het omgebouwd tot een gemeenschapscentrum, met onder meer een volkscafé en een muziekinstrumentenmuseum. Willem Van Herreweghen, zoon van de dichter Hubert en op dat ogenblik productiedirecteur bij Palm, richtte in hetzelfde jaar in de bijgebouwen een geuzestekerij in. In 1997 werd de eerste plaatselijk gecoupeerde geuze voorgesteld. Vanaf 2000 is de productie overgenomen door Karel Goddeau, tevens brouwmeester bij Slaghmuylder in het naburige Ninove.

## Productie
In geuzestekerij De Cam wordt ter plaatse niet gebrouwd. Wel wordt er lambiek gebotteld of gemengd tot geuze. Karel Goddeau koopt wort aan bij lambiekbrouwerijen Boon, Girardin en Lindemans en laat deze over aan spontane gisting. De jonge lambiek wordt gerijpt in meer dan 100 jaar oude, eiken vaten van het Tsjechische biermerk Pilsner Urquell. Vervolgens gebeurt de assemblage van lambiek van verschillende leeftijden, waarna het bier nog minstens een jaar op fles hergist. Door een proces van mengen en de spontane hergisting op de fles verkrijgt men de alombekende "Oude Geuze". De langzame, ambachtelijke, productiewijze levert jaarlijks een 100 hectoliter Oude Geuze en Oude Kriek op.

## Bieren
- De Cam Oude Geuze 6,5% vol alc
- De Cam Oude Kriek 7,5% vol alc
- De Cam Oude Lambic 4,5% vol alc
- De Cam Oude Faro 4,5% vol alc
- De Cam Oude Framboise 6% vol alc
- De Cam Kriekenlambiek 6% vol alc
- De Cam Lambiek Special 6% vol alc

## Architectuur
Het complex bestaat uit de U-vormige voormalige brouwerij, een woonhuis, een vrijstaande brouwerijvleugel, een schuur, een stalvleugel, een formele tuin en een binnenkoer. In de authentieke oogstschuur vindt men nog steeds bogen aan de zijmuren boven de ingangsdeur, alwaar vroeger de oogstkarren binnenreden. We vinden hier ook het wapenschild van de Gottignies terug, de drie beukhamers, dat later ook de inspiratie zou vormen voor de vlag van Gooik.